# Збірна України з гандболу

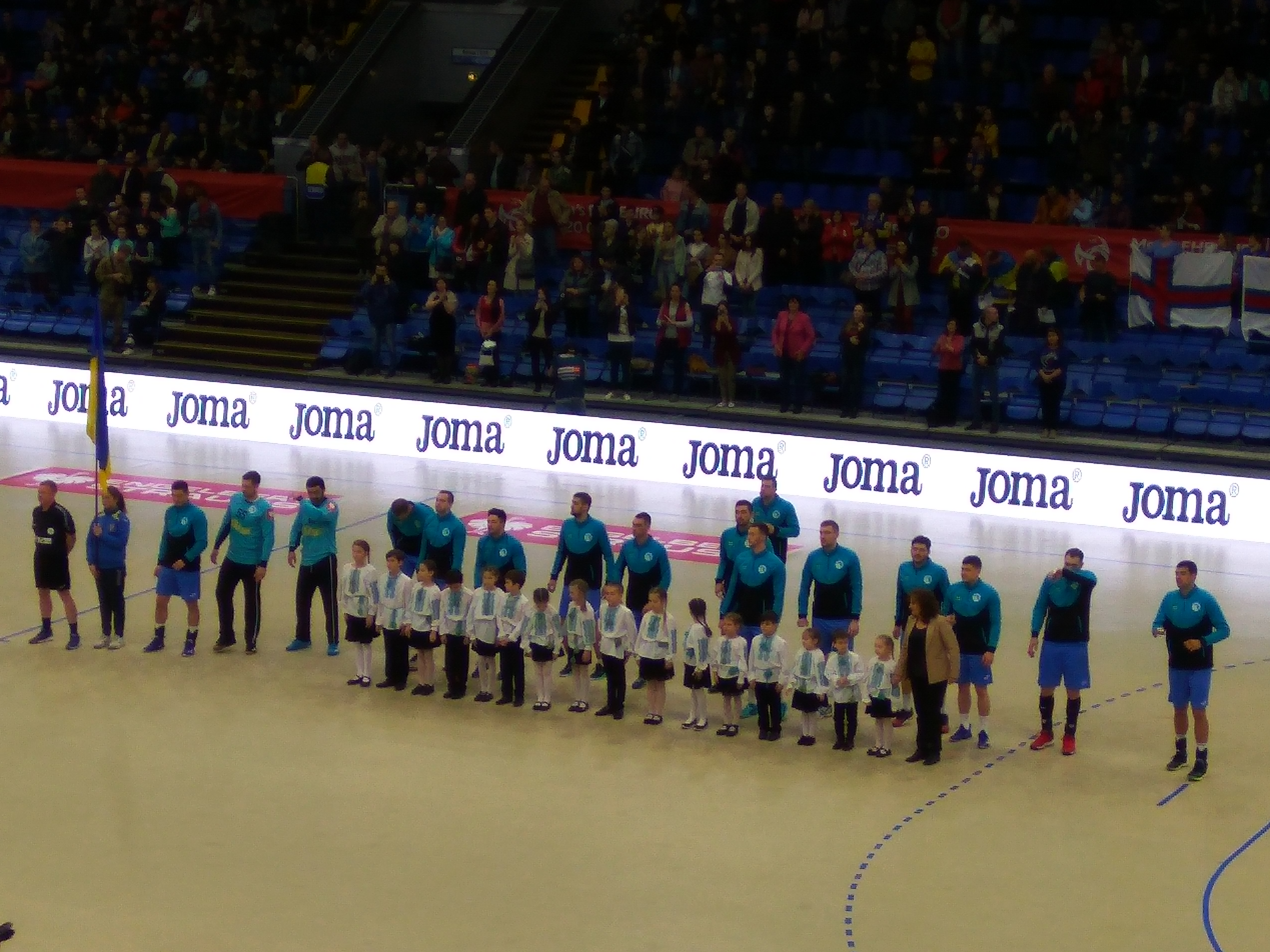
Збірна України перед грою зі збірною Фарерських Островів (10 квітня 2019 року)

Збі́рна Украї́ни з гандбо́лу — національна збірна команда України з гандболу, якою керує Федерація гандболу України.
Найвище досягнення в офіційних міжнародних змаганнях — сьоме місце на чемпіонаті світу 2001.

## Міжнародні турніри

### Чемпіонати світу
| Результати виступів на чемпіонатах світу з гандболу | Результати виступів на чемпіонатах світу з гандболу | Результати виступів на чемпіонатах світу з гандболу | Результати виступів на чемпіонатах світу з гандболу | Результати виступів на чемпіонатах світу з гандболу | Результати виступів на чемпіонатах світу з гандболу | Результати виступів на чемпіонатах світу з гандболу | Результати виступів на чемпіонатах світу з гандболу | Результати виступів на чемпіонатах світу з гандболу | Результати виступів на чемпіонатах світу з гандболу |
| Рік                                                 | Стадія                                              | Місце                                               | І                                                   | В                                                   | Н                                                   | П                                                   | ГЗ                                                  | ГП                                                  | +/-                                                 |
| --------------------------------------------------- | --------------------------------------------------- | --------------------------------------------------- | --------------------------------------------------- | --------------------------------------------------- | --------------------------------------------------- | --------------------------------------------------- | --------------------------------------------------- | --------------------------------------------------- | --------------------------------------------------- |
| Швеція 1993                                         | не пройшла до фінальної частини чемпіонату          | не пройшла до фінальної частини чемпіонату          | не пройшла до фінальної частини чемпіонату          | не пройшла до фінальної частини чемпіонату          | не пройшла до фінальної частини чемпіонату          | не пройшла до фінальної частини чемпіонату          | не пройшла до фінальної частини чемпіонату          | не пройшла до фінальної частини чемпіонату          | не пройшла до фінальної частини чемпіонату          |
| Ісландія 1995                                       | не пройшла до фінальної частини чемпіонату          | не пройшла до фінальної частини чемпіонату          | не пройшла до фінальної частини чемпіонату          | не пройшла до фінальної частини чемпіонату          | не пройшла до фінальної частини чемпіонату          | не пройшла до фінальної частини чемпіонату          | не пройшла до фінальної частини чемпіонату          | не пройшла до фінальної частини чемпіонату          | не пройшла до фінальної частини чемпіонату          |
| Японія 1997                                         | не пройшла до фінальної частини чемпіонату          | не пройшла до фінальної частини чемпіонату          | не пройшла до фінальної частини чемпіонату          | не пройшла до фінальної частини чемпіонату          | не пройшла до фінальної частини чемпіонату          | не пройшла до фінальної частини чемпіонату          | не пройшла до фінальної частини чемпіонату          | не пройшла до фінальної частини чемпіонату          | не пройшла до фінальної частини чемпіонату          |
| Єгипет 1999                                         | не пройшла до фінальної частини чемпіонату          | не пройшла до фінальної частини чемпіонату          | не пройшла до фінальної частини чемпіонату          | не пройшла до фінальної частини чемпіонату          | не пройшла до фінальної частини чемпіонату          | не пройшла до фінальної частини чемпіонату          | не пройшла до фінальної частини чемпіонату          | не пройшла до фінальної частини чемпіонату          | не пройшла до фінальної частини чемпіонату          |
| Франція 2001                                        | Матч за 7-ме місце                                  | 7-ме                                                | 9                                                   | 5                                                   | 0                                                   | 4                                                   | 244                                                 | 231                                                 | +13                                                 |
| Португалія 2003                                     | не пройшла до фінальної частини чемпіонату          | не пройшла до фінальної частини чемпіонату          | не пройшла до фінальної частини чемпіонату          | не пройшла до фінальної частини чемпіонату          | не пройшла до фінальної частини чемпіонату          | не пройшла до фінальної частини чемпіонату          | не пройшла до фінальної частини чемпіонату          | не пройшла до фінальної частини чемпіонату          | не пройшла до фінальної частини чемпіонату          |
| Туніс 2005                                          | не пройшла до фінальної частини чемпіонату          | не пройшла до фінальної частини чемпіонату          | не пройшла до фінальної частини чемпіонату          | не пройшла до фінальної частини чемпіонату          | не пройшла до фінальної частини чемпіонату          | не пройшла до фінальної частини чемпіонату          | не пройшла до фінальної частини чемпіонату          | не пройшла до фінальної частини чемпіонату          | не пройшла до фінальної частини чемпіонату          |
| Німеччина 2007                                      | Матч за 13-те місце                                 | 14                                                  | 6                                                   | 4                                                   | 0                                                   | 2                                                   | 168                                                 | 156                                                 | +12                                                 |
| Хорватія 2009                                       | не пройшла до фінальної частини чемпіонату          | не пройшла до фінальної частини чемпіонату          | не пройшла до фінальної частини чемпіонату          | не пройшла до фінальної частини чемпіонату          | не пройшла до фінальної частини чемпіонату          | не пройшла до фінальної частини чемпіонату          | не пройшла до фінальної частини чемпіонату          | не пройшла до фінальної частини чемпіонату          | не пройшла до фінальної частини чемпіонату          |
| Швеція 2011                                         | не пройшла до фінальної частини чемпіонату          | не пройшла до фінальної частини чемпіонату          | не пройшла до фінальної частини чемпіонату          | не пройшла до фінальної частини чемпіонату          | не пройшла до фінальної частини чемпіонату          | не пройшла до фінальної частини чемпіонату          | не пройшла до фінальної частини чемпіонату          | не пройшла до фінальної частини чемпіонату          | не пройшла до фінальної частини чемпіонату          |
| Іспанія 2013                                        | не пройшла до фінальної частини чемпіонату          | не пройшла до фінальної частини чемпіонату          | не пройшла до фінальної частини чемпіонату          | не пройшла до фінальної частини чемпіонату          | не пройшла до фінальної частини чемпіонату          | не пройшла до фінальної частини чемпіонату          | не пройшла до фінальної частини чемпіонату          | не пройшла до фінальної частини чемпіонату          | не пройшла до фінальної частини чемпіонату          |
| Катар 2015                                          | не пройшла до фінальної частини чемпіонату          | не пройшла до фінальної частини чемпіонату          | не пройшла до фінальної частини чемпіонату          | не пройшла до фінальної частини чемпіонату          | не пройшла до фінальної частини чемпіонату          | не пройшла до фінальної частини чемпіонату          | не пройшла до фінальної частини чемпіонату          | не пройшла до фінальної частини чемпіонату          | не пройшла до фінальної частини чемпіонату          |
| Всього                                              | 2/12                                                |                                                     | 15                                                  | 9                                                   | 0                                                   | 6                                                   | 412                                                 | 387                                                 | +25                                                 |

### Чемпіонати Європи
| Результати виступів на чемпіонатах Європи з гандболу | Результати виступів на чемпіонатах Європи з гандболу | Результати виступів на чемпіонатах Європи з гандболу | Результати виступів на чемпіонатах Європи з гандболу | Результати виступів на чемпіонатах Європи з гандболу | Результати виступів на чемпіонатах Європи з гандболу | Результати виступів на чемпіонатах Європи з гандболу | Результати виступів на чемпіонатах Європи з гандболу | Результати виступів на чемпіонатах Європи з гандболу | Результати виступів на чемпіонатах Європи з гандболу |
| Рік                                                  | Стадія                                               | Місце                                                | І                                                    | В                                                    | Н                                                    | П                                                    | ГЗ                                                   | ГП                                                   | +/-                                                  |
| ---------------------------------------------------- | ---------------------------------------------------- | ---------------------------------------------------- | ---------------------------------------------------- | ---------------------------------------------------- | ---------------------------------------------------- | ---------------------------------------------------- | ---------------------------------------------------- | ---------------------------------------------------- | ---------------------------------------------------- |
| Португалія 1994                                      | не пройшла до фінальної частини чемпіонату           | не пройшла до фінальної частини чемпіонату           | не пройшла до фінальної частини чемпіонату           | не пройшла до фінальної частини чемпіонату           | не пройшла до фінальної частини чемпіонату           | не пройшла до фінальної частини чемпіонату           | не пройшла до фінальної частини чемпіонату           | не пройшла до фінальної частини чемпіонату           | не пройшла до фінальної частини чемпіонату           |
| Іспанія 1996                                         | не пройшла до фінальної частини чемпіонату           | не пройшла до фінальної частини чемпіонату           | не пройшла до фінальної частини чемпіонату           | не пройшла до фінальної частини чемпіонату           | не пройшла до фінальної частини чемпіонату           | не пройшла до фінальної частини чемпіонату           | не пройшла до фінальної частини чемпіонату           | не пройшла до фінальної частини чемпіонату           | не пройшла до фінальної частини чемпіонату           |
| Італія 1998                                          | не пройшла до фінальної частини чемпіонату           | не пройшла до фінальної частини чемпіонату           | не пройшла до фінальної частини чемпіонату           | не пройшла до фінальної частини чемпіонату           | не пройшла до фінальної частини чемпіонату           | не пройшла до фінальної частини чемпіонату           | не пройшла до фінальної частини чемпіонату           | не пройшла до фінальної частини чемпіонату           | не пройшла до фінальної частини чемпіонату           |
| Хорватія 2000                                        | Матч за 11-те місце                                  | 12-те                                                | 6                                                    | 0                                                    | 1                                                    | 5                                                    | 129                                                  | 146                                                  | -17                                                  |
| Швеція 2002                                          | Матч за 11-те місце                                  | 11-те                                                | 7                                                    | 2                                                    | 0                                                    | 5                                                    | 176                                                  | 189                                                  | -13                                                  |
| Словенія 2004                                        | Перший груповий етап                                 | 15-те                                                | 3                                                    | 0                                                    | 0                                                    | 3                                                    | 74                                                   | 85                                                   | -11                                                  |
| Швейцарія 2006                                       | Другий груповий етап                                 | 12-те                                                | 6                                                    | 1                                                    | 0                                                    | 5                                                    | 163                                                  | 193                                                  | -30                                                  |
| Норвегія 2008                                        | не пройшла до фінальної частини чемпіонату           | не пройшла до фінальної частини чемпіонату           | не пройшла до фінальної частини чемпіонату           | не пройшла до фінальної частини чемпіонату           | не пройшла до фінальної частини чемпіонату           | не пройшла до фінальної частини чемпіонату           | не пройшла до фінальної частини чемпіонату           | не пройшла до фінальної частини чемпіонату           | не пройшла до фінальної частини чемпіонату           |
| Австрія 2010                                         | Перший груповий етап                                 | 16-те                                                | 3                                                    | 0                                                    | 0                                                    | 3                                                    | 87                                                   | 96                                                   | -9                                                   |
| Сербія 2012                                          | не пройшла до фінальної частини чемпіонату           | не пройшла до фінальної частини чемпіонату           | не пройшла до фінальної частини чемпіонату           | не пройшла до фінальної частини чемпіонату           | не пройшла до фінальної частини чемпіонату           | не пройшла до фінальної частини чемпіонату           | не пройшла до фінальної частини чемпіонату           | не пройшла до фінальної частини чемпіонату           | не пройшла до фінальної частини чемпіонату           |
| Данія 2014                                           | не пройшла до фінальної частини чемпіонату           | не пройшла до фінальної частини чемпіонату           | не пройшла до фінальної частини чемпіонату           | не пройшла до фінальної частини чемпіонату           | не пройшла до фінальної частини чемпіонату           | не пройшла до фінальної частини чемпіонату           | не пройшла до фінальної частини чемпіонату           | не пройшла до фінальної частини чемпіонату           | не пройшла до фінальної частини чемпіонату           |
| Польща 2016                                          | не пройшла до фінальної частини чемпіонату           | не пройшла до фінальної частини чемпіонату           | не пройшла до фінальної частини чемпіонату           | не пройшла до фінальної частини чемпіонату           | не пройшла до фінальної частини чемпіонату           | не пройшла до фінальної частини чемпіонату           | не пройшла до фінальної частини чемпіонату           | не пройшла до фінальної частини чемпіонату           | не пройшла до фінальної частини чемпіонату           |
| Хорватія 2018                                        | не пройшла до фінальної частини чемпіонату           | не пройшла до фінальної частини чемпіонату           | не пройшла до фінальної частини чемпіонату           | не пройшла до фінальної частини чемпіонату           | не пройшла до фінальної частини чемпіонату           | не пройшла до фінальної частини чемпіонату           | не пройшла до фінальної частини чемпіонату           | не пройшла до фінальної частини чемпіонату           | не пройшла до фінальної частини чемпіонату           |
| Австрія/ Норвегія/ Швеція 2020                       | Попередній раунд                                     | 19                                                   | 3                                                    | 0                                                    | 0                                                    | 3                                                    | 74                                                   | 83                                                   | -9                                                   |
| Всього                                               | 7/15                                                 |                                                      | 26                                                   | 2                                                    | 1                                                    | 23                                                   | 644                                                  | 737                                                  | -93                                                  |

## Колишні тренери
- Кушнірюк Сергій Георгійович (2002-2008)
- Іщенко Михайло Олексійович

## Статистика

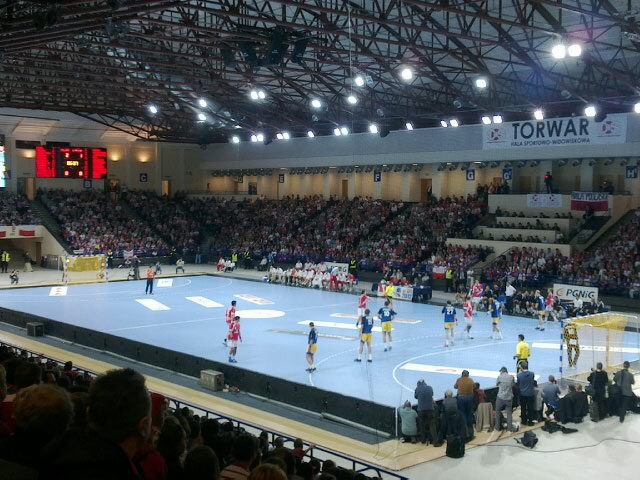
Матч між збірними України і Польщі у відборі до ЧЄ-2012 у Варшаві. 28 жовтня 2010 року

### Рекорди
| Показник                             | Рекорд | Рахунок матчу | Суперник           | Дата                                           |
| Найбільша перемога                   | +20    | 33:13         | Нідерланди         | 23 травня, 1999 року                           |
| Найбільша поразка                    | -16    | 14:30 / 19:35 | Данія / Словаччина | 18 листопада, 1993 року / 16 червня, 2007 року |
| Найбільша результативність в матчі   | 39     | 39:24         | Австрія            | 16 січня 2008 року                             |
| Найменша результативність в матчі    | 13     | 13:13         | Північна Македонія | 2 жовтня 1996 року                             |
| Найбільша кількість пропущених голів | 43     | 32:43         | Словенія           | 12 червня 2011 року                            |
| Найменша кількість пропущених голів  | 10     | 29:10         | Молдова            | 5 травня 1993 року                             |
| Найбільша кількість голів у матчі    | 75     | 32:43         | Словенія           | 12 червня 2011 року                            |
| Найменша кількість голів у матчі     | 26     | 13:13         | Північна Македонія | 2 жовтня 1996 року                             |

Примітка. Матчеві рекорди вирахувані лише з офіційних ігор (ВЧЄ, ВЧС, ЧЄ, ЧС і ОІ).

## Титули
- Володар Кубка Вадима Гетьмана: 2002 р.[3]

## Минулі склади
2000 Чемпіонат Європи (12-те місце)
Вадим Бражник, Євген Будко, Олег Нагорний, Сергій Білаш, Олег Великий, Євген Гурковський, Володимир Кисіль, В'ячеслав Лочман, Віталій Нат, Андрій Наталюк, Юрій Петренко, Дмитро Проворніков, Руслан Прудіус, Юрій Хауха, Олександр Черниш
2001 Чемпіонат світу (7-ме місце)
Сергій Білик, Євген Будко, Андрій Камишов, Віталій Андронов, Олег Великий, Олександр Гладун, Євген Гурковський, Олександр Карась, Юрій Костецький, В'ячеслав Лочман, Віталій Нат, Андрій Наталюк, Юрій Петренко, Дмитро Проворніков, Руслан Прудіус, Сергій Стецюк
2002 Чемпіонат Європи (11-те місце)
Сергій Білик, Євген Будко, Андрій Камишов, Віталій Андронов, Сергій Білаш, Олег Великий, Євген Гурковський, Олександр Гладун, Володимир Кисіль, Юрій Костецький, Віталій Нат, Андрій Наталюк, Юрій Петренко, Дмитро Проворніков, Руслан Прудіус, Сергій Шельменко
2004 Чемпіонат Європи (15-те місце)
Сергій Білик, Андрій Шипенко, Євген Будко, Михайло Цап, Михайло Скиба, Юрій Петренко, Віталій Нат, Богдан Кольцов, Олександр Косяк, Сергій Шельменко, Андрій Наталюк, Андрій Васюк, Олег Кумогородський, Юрій Маньковський, Павло Никифоров, Юрій Костецький
2006 Чемпіонат Європи (12-те місце)
Сергій Білик, Євген Будко, Андрій Камишов, Євген Гурковський, Микола Стецюра, Володимир Кисіль, Юрій Петренко, Віталій Нат, Юрій Костецький, Сергій Ремізов, Сергій Шельменко, Андрій Наталюк, Богдан Кольцов, Руслан Прудіус, Олександр Гладун, Ігор Андрющенко, Костянтин Тхоревський
2007 Чемпіонат світу (14-те місце)
Сергій Білик, Євген Будко, Вадим Бражник, Андрій Наталюк, Андрій Абрамов, Юрій Петренко, Євген Гурковський, Володимир Кисіль, Юрій Костецький, Сергій Шельменко, Сергій Ремізов, Віталій Нат, Віктор Шкробанець, Сергій Онуфрієнко, Олег Мальцев, Ігор Андрющенко
2010 Чемпіонат Європи (16-те місце)
Сергій Білик, Вадим Бражник, Геннадій Комок, Сергій Бурка, Сергій Онуфрієнко, Олександр Шевелев, Віталій Нат, Сергій Любченко, Юрій Петренко, Олексій Ганчев, Дмитро Дорощук, Андрій Наталюк, Олександр Педан, Владислав Остроушко, Михайло Крівчіков...

## Гравці-рекордсмени

### З найбільшою кількістю ігор
Дані актуальні станом на 28 січня 2007
| # | Ім'я            | Період виступів | Ігри | Голи |
| - | --------------- | --------------- | ---- | ---- |
| 1 | Юрій Костецький | ? — 2008        | 70   | 428  |
| 2 | Віталій Нат     | 1994 — ?        | 68   | ?    |
| 3 | Євген Будко     | ? — 2008        | 66   | ?    |
| 4 | Андрій Наталюк  | 1997 — 2010     | 59   | ?    |
| 5 | Сергій Білик    | ? — 2010        | 48   | ?    |
| 6 | Юрій Петренко   | 1998 — 2010     | 45   | ?    |